# Univers d'Avernum
Pour les articles homonymes, voir Avernum (homonymie).
Les séries de jeux vidéo de rôle Exile et son remake Avernum se déroulent dans un univers médiéval-fantastique, où le monde est partagé en 3 États : l'Empire d'Ermarian, le Royaume d'Avernum et le peuple Vahnatai. Les relations entre ces trois États évoluent suivant les épisodes de la série.
Lors de la ré-édition des épisodes Exile en Avernum, le scénario de la série a subi une modification, pour rendre compte du nom « d’Avernum » : Exile est désormais le nom donné par l'Empire au réseau souterrain de cavernes d'Ermarian (il s'agit d'un nom géographique) et Avernum le nom donné par les premiers Exilés à leur nouveau gouvernement, le Royaume d’Avernum (il s'agit d'un nom d'État).

## Histoire de la série
Ermarian est une planète en orbite autour de l'étoile Alxus. Le monde de la surface est gouverné par l'Empire, dont les dynasties se succèdent depuis 1 IE. L'Empereur Hawthorne I fut le premier à découvrir les cavernes d’Exile, grâce à la création du Portail de Téléportation. Il envoya une expédition composée de guerriers pour déterminer si les cavernes étaient propices à la colonisation. Malheureusement, cette expédition n'était pas préparée à rencontrer les innombrables dangers d’Exile : quasiment toute l'expédition fut anéantie, et son équipement magique perdu. Hawthorne décréta alors que les cavernes étaient inexploitables, et elles furent oubliées jusqu'en 767 IE, lorsque Hawthorne II décida de se servir d'Exile comme d'une gigantesque prison.
Les premiers Exilés étaient perdus et désorganisés dans les sombres cavernes d'Exile, jusqu'à ce qu'un jeune guerrier du nom de Micah fasse son apparition. Ce guerrier ambitieux les força à s'unifier et à travailler ensemble, ce qui les rendit capable de se défendre contre leurs ennemis. Leurs ressources ne leur permettaient de défendre qu'une seule installation, qui deviendra plus tard Fort Avernum. Les bandits, gobelins, Nephilims et Nepharims, Slithzerikais et démons étaient le lot quotidien des affrontements pour la survie des Exilés.
En 776 IE, une lutte pour le pouvoir se déclara au sein des Archimages, les plus puissants Mages de l'Empire. La faction de Garzahd s'empara du pouvoir, et, à sa demande, Hawthorne II bannit la faction perdante, dont Erika, Patrick, Rone, Aimee, Solberg et Linda. Erika, Patrick, Rone et Solberg faisaient partie de l'élite des Mages de la surface. En représailles contre l'Empire, Les Cinq se joignirent à Micah et formèrent le Royaume d’Avernum en 777 IE. Ils défirent la menace des démons et des Slithzerikais. L'Archimage Erika créa des plantes capables de générer une faible lueur pour éclairer les cavernes, ainsi qu'une nouvelle forme d'arbres, capables de pousser sur pratiquement n'importe quelle surface, et se nourrissant plus de moisissures que de lumière. Elle fut également en mesure de récupérer ses livres de magie de la surface par téléportation, et avec Patrick, commença la formation de nouveaux Mages et Prêtres. En 779 IE, les Archimages et leurs apprentis menèrent un assaut contre la forteresse d'Akhronath, pour vaincre le Seigneur d’Exile, Grah-Hoth. Il fut capturé et emprisonné à Skarragath, et le Royaume d’Avernum devint la première puissance d'Exile. Depuis sa prison, Grah-Hoth insufflera son pouvoir démoniaque en direction de Sss-Thsss, le Seigneur des Sliths.
Lorsque Hawthorne III accéda au pouvoir, il décréta que le Portail de Téléportation devait être la réponse à tous les « troubles » de la société. Tous les hors-la-loi, les asociaux, les « non-conformes » aux exigences de l'Empire et tous les suspects accusés à tort ou à raison, furent bannis à vie dans les caves. Sans s'en apercevoir, Hawthorne III était en train d'agrandir l'armée d[Avernum, qui ne pensait qu'à prendre sa revanche sur l'Empire.
En 817 IE, des Avernites brisèrent le sceau de la prison de Grah-Hoth, et le bannirent hors de ce monde. Au même moment, l'Archimage Erika permit à une élite de guerriers et de magiciens, d'infiltrer les troupes de l'Empire, et de se téléporter directement dans la salle du trône d'Hawthorne III. L'assassinat de l'Empereur fut perçu comme un acte de guerre par l'Empire. Son successeur, Prazac I et son régent Garzahd, scellèrent le Portail de Téléportation. Conscient de la menace que pouvait représenter le Royaume d’Avernum, Garzahd lança quatre ans plus tard une campagne d'invasion, en punition de l'assassinat d'Hawthorne III.
Les forces d'invasion de l'Empirent tombèrent sur des Crystal Souls. N'ayant aucune connaissance en magie – la magie est très réglementée par l'Empire ; seule une élite a accès aux connaissances des Mages et des Prêtres –, les soldats volèrent quelques-uns de ces cristaux, les considérant comme des trésors de guerre. Le peuple Vahnatai se réveilla alors, et fut choqué de voir ses cavernes infestées par une nouvelle race, les humains. Les Vahnatais mirent donc au point un plan pour les affaiblir, en prévision d'une gigantesque guerre de reconquête. Ce plan consistait à frapper tous les humains sans discernement, en invoquant des barrières magiques impénétrables en divers points stratégiques. Ces barrières empêchèrent l'approvisionnement en matières premières de plusieurs places fortes, ce qui permit aux forces de l'Empire de détruire une grande partie de l'armée Avernite, bien que ces derniers aient également infligé de sérieux dommages à l'armée de l'Empire.
Le Royaume d’Avernum parvint alors à entrer en contact avec les Vahnatais, et leur expliqua l'histoire de leur peuple. Les Vahnatais comprirent alors qu'ils étaient complices du génocide Avernite, et s'allièrent immédiatement avec eux, pour retourner les barrières contre l'armée de l'Empire, et ainsi l'anéantir. Garzahd sera tué au combat en 823 IE, ce qui mettra un terme à l'invasion.
Les Avernites et les Vahnatai vécurent en paix, et en joignant leurs forces, furent en mesure d'invoquer un Portail de Téléportation, en 828 IE. Ce portail permit aux Avernites et aux Vahnatais de se rendre dans un souterrain proche de la surface, sous les terres du quatrième continent, Valorim. Le nom de Haut-Avernum fut donné à ce souterrain, et des espions furent envoyés en reconnaissance dans Valorim. À leur grande surprise, ils rencontrèrent une terre ravagée et désolée : des forces inconnues avaient envahi Valorim pour exterminer les humains. Les Avernites découvrirent ensuite que ces monstres avaient été invoqués par les Vahnatais, pour se venger du vol des Crystal Souls. Le Royaume d’Avernum et l'Empire signèrent un accord : la fin du chaos, contre le retour à la surface des Avernites. Les Avernites lancèrent alors une offensive contre Rentar-Ihrno, la Seigneur-Mage des Vahnatais, et détruisirent sa forteresse. Elle parvint à s'échapper, mais son armée de monstres se dissipa.
La paix régna alors entre les Avernites et l'Empire, et les Vahnatais s'isolèrent dans leurs caves. Certains Avernites se rendirent à la surface, d'autres restèrent à Avernum. Cependant, la mort de l'Empereur Hawthorne III redonna de l'espoir aux factions rebelles de l'Empire, et des conflits internes commencèrent à éclater.